# Marie Jaëll

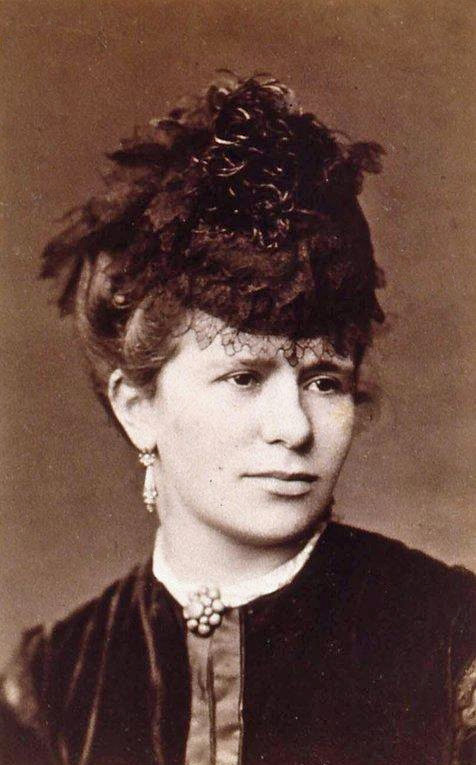
Marie Jaëll

Marie Jaëll, geborene Trautmann (* 17. August 1846 in Steinseltz; † 4. Februar 1925 in Paris), war eine französische Pianistin, Komponistin und Klavierpädagogin.

## Leben

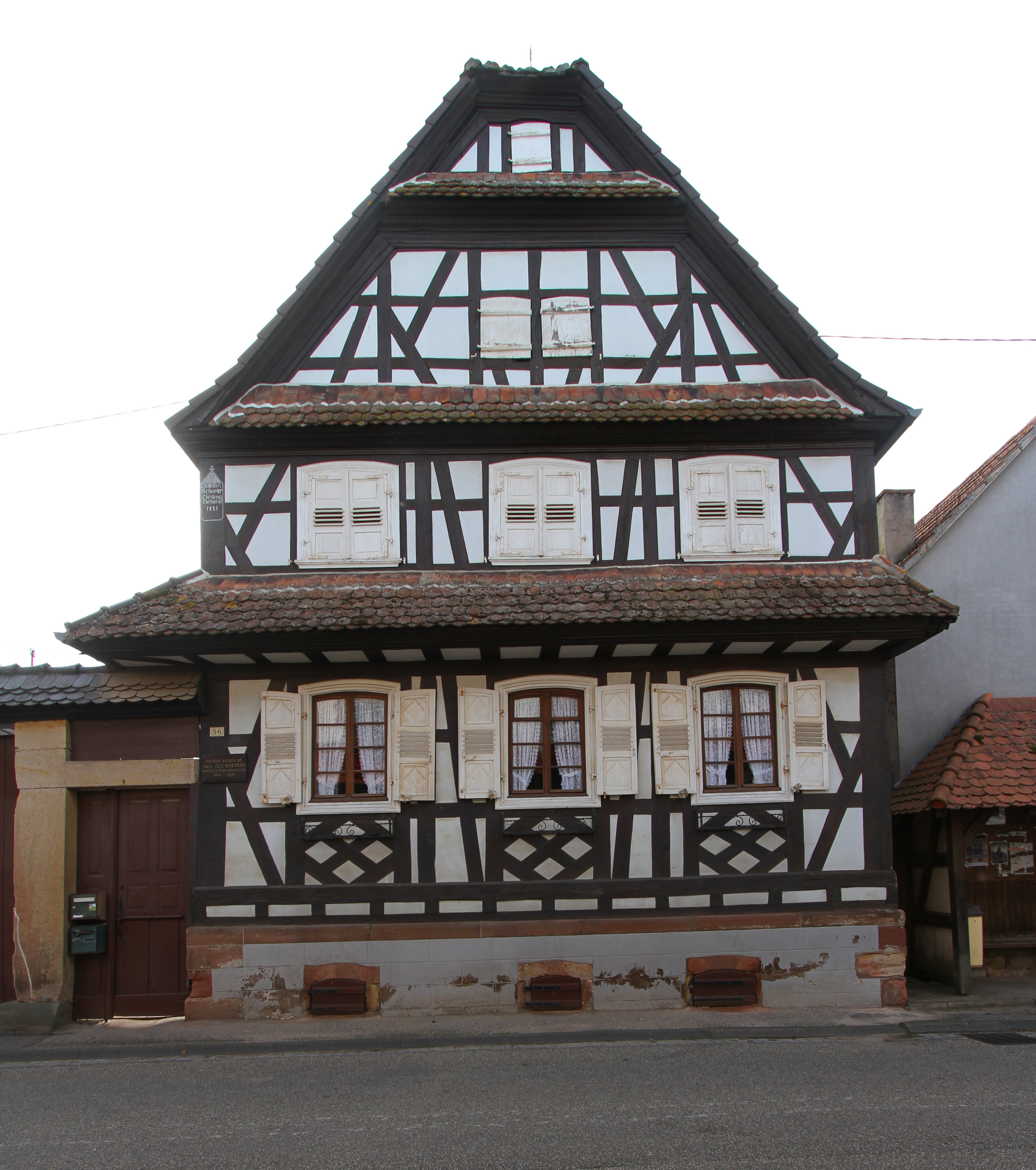
Geburtshaus in Steinseltz

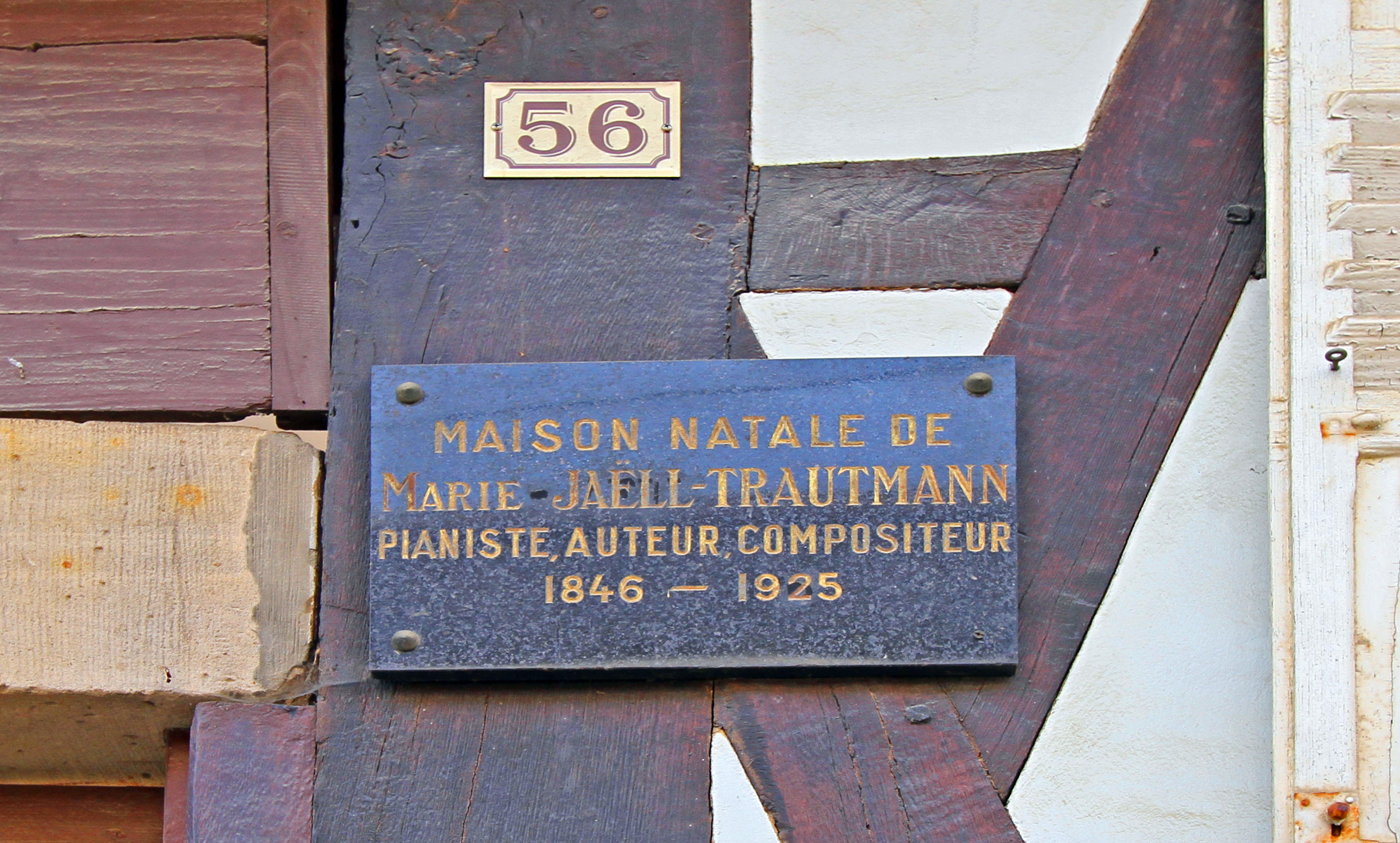
Gedenktafel am Geburtshaus

Marie Jaëll wurde in Steinseltz (Département Bas-Rhin) geboren. Sie studierte Klavier zunächst bei Franz Hamma in Stuttgart, bevor Henri Herz ihre außergewöhnliche Begabung erkannte und sie ab 1857 in Paris privat unterrichtete. 1862 nahm er sie in seine Klavierklasse am Conservatoire de Paris auf, wo sie nur vier Monate später mit dem Premier Prix de piano ausgezeichnet wurde. Ihrem erfolgreichen Debüt 1855 folgte eine mehrjährige Konzerttätigkeit, zunächst in der näheren Umgebung, im Elsass, in Süddeutschland und in der Schweiz.
1866 (am 9. August) heiratete sie den Pianisten Alfred Jaëll, zog nach Paris und gab mit ihm zusammen Konzerte in ganz Europa und Russland. Marie Jaëll scheint besonders das Spiel zu vier Händen geliebt zu haben; es war seit ihrem vierzehnten Lebensjahr Bestandteil ihres Repertoires und ihrer Konzerttätigkeiten. Mit ihrem Ehemann Alfred transkribierte und spielte sie viele Stücke ihrer Zeit vierhändig.

„Das Künstlerpaar Marie und Alfred Jaell hat heute sein erstes Concert im Bösendorfer'schen Saale gegeben. Herr Alfred Jaell steht von früher her bei uns in gutem Andenken. In Frau Marie Jaell lernten wir eine Clavierspielerin ersten Ranges kennen. Sie spielte die ‚Davidsbündler-Tänze‘ von Robert Schumann mit so hervorragend vollendeter Technik, mit so viel Geschmack in der Auffassung, daß wir über diese Leistung staunen mußten. Wir bemerken vorläufig, daß Frau Jaell im nächsten Concerte die äußerst schwierigen Paganini-Variationen von Brahms spielen wird – ein Vorhaben, dem wir nach der heutigen Erfahrung, wie sie die ‚Davidsbündler‘ spielte, mit großer Spannung entgegensehen. […] Das Künstlerpaar schloß mit dem reizenden Reinecke'schen Impromptu über das Volkslied ‚La belle Griseldis‘ für zwei Claviere. Das zahlreiche Publicum nahm an dem langen Concerte bis zu Ende den lebhaftesten Antheil.“

Über ihre Ausbildung zur Komponistin ist wenig bekannt, nach 1870 erhielt sie Unterricht bei Camille Saint-Saëns – der ihr bereits 1858 sein Klavierkonzert Nr. 1 D-Dur op. 17 gewidmet hatte, 1877 dann noch die Étude en forme de valse op.52,6 – und César Franck. Eigenständige Werke entstanden ab 1877 und wurden auch gleich gedruckt.
Künstlerisch prägend wurde insbesondere Franz Liszt, den sie 1868 kennenlernte und bei dem sie dann Unterricht nahm. Nach dem Tode ihres Mannes (Februar 1882) trat sie in engeren Kontakt mit Liszt. So verbrachte sie zwischen 1883 und 1885 je einige Monate im Jahr bei ihm in Weimar und erledigte Korrektur- und Sekretärsarbeiten für ihn. Liszt, der Jaëll zu den führenden Pianisten ihrer Zeit zählte, widmete ihr seinen Dritten Mephisto-Walzer (1883) und schätzte sie auch als Komponistin. Er machte sie mit Johannes Brahms und Anton Rubinstein bekannt. 1887 wurde sie durch Vermittlung von Saint-Saëns als eine der ersten Frauen in die Pariser Société des compositeurs aufgenommen.
Anfang der 1890er Jahre begann sie in Paris eine Reihe zyklisch angelegter Konzerte (sechs Konzerte mit Werken von Robert Schumann 1890 im Salle Erard und sechs Konzerte Lisztscher Werke 1891 im Salle Pleyel), unter denen die erstmalige Aufführung sämtlicher Klaviersonaten von Beethoven (1893) besonders bemerkenswert ist.
Mitte der 1890er Jahre stellte sie ihre konzertierende wie kompositorische Tätigkeit weitgehend ein und zog sich zunehmend zurück, um eine psychophysiologisch basierte Reform der Klavierspieltechnik zu entwickeln und in mehreren Büchern zu veröffentlichen. Sie ging dabei von Liszts Klavierspiel aus. Die bald so genannte „Méthode Jaëll“ wurde von ihren Schülern (u. a. Albert Schweitzer, Blanche Selva, Jeanne Bosch van’s Gravemoer und Edward del Pueyo) adaptiert und weiterentwickelt.

## Klaviertechnik
Marie Jaëll war die erste Klavierpädagogin, die versuchte, von der Physiologie der Hand ausgehend, die Technik zu verbessern und zu erweitern. Sie ersetzte technischen Drill durch eine wissenschaftlich abgesicherte Übemethodik, die auf die Besonderheiten der Hand-Anatomie zugeschnitten war. Ein Hauptziel ihrer Methode galt der Ökonomie der Bewegungen. In Zusammenarbeit mit dem Arzt Charles Féré, dem medizinischen Leiter der psychiatrischen Klinik von Bicêtre (nahe Paris), untersuchte sie zunächst in einer Studie Muskelverhalten und Tastsinn, um zu einer wissenschaftlichen Analyse der Bewegungen zu gelangen, die am Anschlagen der Tasten, also an der Tonerzeugung, beteiligt sind. Dann versuchte sie ein Bewusstsein für den physischen Akt des Spielens zu schaffen, um schließlich zur Fähigkeit zu gelangen, ein mentales Abbild der Klangerzeugung zu entwickeln.
Aus ihrem neuen Ansatz „resultierten zahlreiche methodische wie inhaltliche Neuerungen. In Le Toucher (1895) werden detaillierte Bestimmungen aus physiologischen Gegebenheiten abgeleitet (u. a. langsames Üben auf niedrigem Sitz, Gleit-, Roll- und Drehbewegungen, Unabhängigkeit der Finger, Fixierung der Hand, innerliche Vor- und Nachbereitung von Klängen). In experimenteller Zusammenarbeit mit dem Physiologen Charles Féré zeichnet Jaëll in Le Mécanisme du toucher (1897) Anschlagsbewegungen von Klavierspielern auf und versucht, über einen systematisch vorgenommenen Vergleich die musikalische Relevanz harmonischer Bewegungen zu belegen.“

## Schriften
- Le toucher, enseignement du piano … basé sur la Physiologie. Paris 1895; dt. Der Anschlag (= Band 1), übersetzt von A. Schweitzer, Leipzig 1902
- La musique et la psychophysiologie (Paris, 1896); dt. Die Musik und die Psycho-Physiologie, übersetzt von Fr. Kromayer, Straßburg 1905. Reprint der Ausgabe von 1905 im Staccato Verlag, Düsseldorf 2019. (Inhaltsverzeichnis)
- Le mécanisme du toucher. Paris 1897 archive.org
- Les rythmes du regard et la dissociation des doigts. Paris 1901
- L’intelligence et le rythme dans les mouvements artistiques. Paris 1904
- Un nouvel état de conscience: la coloration des sensations tactiles. Paris 1910
- La résonance du toucher et la topographie des pulpes. Paris 1912
- Nouvel enseignement musical et manuel basé sur la découverte des boussoles tonales. Paris 1922
- Le toucher musical par l’éducation de la main. Paris 1927
- La main et la pensée musicale. Paris 1927

## Werke
- 1871–1879
  - Beethoven’s Marcia alla Turca des Ruines d’Athènes für Klavier zu vier Händen, zusammen mit Alfred Jaëll
  - Deux méditations (1871?) für Klavier (Théodore Hoffmann-Mérian gewidmet)
  - Feuillet d’album (1871) für Klavier
  - Impromptu (1871 gedruckt) für Klavier
  - Six petits morceaux (1871) für Klavier (Marie-Claire gewidmet)
  - Sonate (1871?) für Klavier (l’illustre Maître Franz Liszt gewidmet)
  - Bagatelles (1872) für Klavier (Monsieur Henri Herz gewidmet)
  - La Babillarde, Allegro (1872)
  - Psaume LXV für Chor (1870?)
  - Valses op. 8 (1874) für Klavier zu vier Händen
  - Streichquartett (1875)
  - Klavierquartett g-moll (1876?) (2 Versionen)
  - Fantaisie sur Don Juan (1876) für zwei Klaviere
  - Klavierkonzert Nr. 1 d-moll (1877) (Camille Saint-Saëns gewidmet)
  - Götterlieder für Gesang und Orchester (1877)
  - Harmonies imitatives (1877) für Klavier (Albert Périlhou gewidmet)
  - Runéa, Oper in drei Akten (1878)
  - (5) Lieder für eine Singstimme mit Begleitung des Pianoforte (Louise Ott gewidmet) (1879)
  - Bärenlieder, six chants humoristiques, für Sopran und Orchester (1879)
  - Ossiane, Poème Symphonique, 1879 in Paris uraufgeführt

- 1880–1889
  - Am Grabe eines Kindes für Chor und Orchester (1880) (Suite zum Tode eines der Kinder von Camille Saint-Saëns)
  - Klavierkonzert Nr. 1 d-moll, Bearbeitung für zwei Klaviere (1880)
  - Quatre mélodies für Gesang und Klavier (1880) (Madame Alfred Ott gewidmet)
  - Fantaisie für Violine und Klavier (1881)
  - Romance für Violine und Klavier (1882) (Monsieur Marsick gewidmet)
  - Cellosonate (1881?) (Ernest Reyer gewidmet)
  - Violinsonate (1881) (Madame Thérèse Parmentier gewidmet)
  - Dans un rêve (1881) für Klaviertrio
  - Klaviertrio (1881)
  - En route (1882?) für Orchester
  - Cellokonzert (1882?) (Jules Delsart gewidmet)
  - Six esquisses romantiques (1883) für Klavier (gedruckt unter dem Titel Six préludes)
  - Finale zum Dritten Mephisto Walz von Franz Liszt (1883)
  - Klavierkonzert Nr. 2 c-moll (1884?) (Eugen d’Albert gewidmet)
  - Sphinx (1885) für Klavier (Camille Saint-Saëns gewidmet)
  - Friede mit euch (1885), Lied
  - Voix du printemps – Sur la grand route (1885) für Orchester
  - Voix du printemps (1885 komponiert, 1886 gedruckt) für Klavier zu vier Händen (Madame Aline Laloy gewidmet)
  - Voix du printemps, Idylle für Orchester
  - Adagio (1886) für Viola und Klavier
  - Ballade (1886) (Monsieur Adolphe Samuel gewidmet)
  - Prisme – Problèmes en musique (1888) für Klavier (Camille Saint-Saëns gewidmet)
  - (6) Valses mélancoliques (1888) für Klavier (Mademoiselle Marie Rothan gewidmet)
  - (6) Valses mignonnes (1888) für Klavier (la Vicomtesse Emmanuel d’Harcourt gewidmet)

- 1890–1899
  - Zweite Klavierstimme zu Vingt pièces pour le piano op. 58 von Benjamin Godard
  - La Mer (1890) zu Gedichten von Jean Richepin
  - Promenade matinale – esquisses (1893) für Klavier (A Melle Lucie Wassermann gewidmet)
  - Les Orientales (1893?) zu Gedichten von Victor Hugo (Madame Ch. Lamoureux (Brunet-Lafleur) gewidmet)
  - Les Beaux jours (1894) für Klavier
  - Les Jours pluvieux (1894) Klavier (teilweise mit Orchester)
  - Paraphrase sur la lyre et la harpe (1894) für Klavier
  - 18 Pièces für Klavier d’après la lecture de Dante (1894) in drei Teilen
    - I. Ce qu’on entend dans l’Enfer
    - II. Ce qu’on entend dans le Purgatoire
    - III. Ce qu’on entend dans le Paradis

  - Chanson berçante (1899) (Suzanne Villemin gewidmet), in Le Toucher (Band 2)
  - Conte de fée (1899) (Marie-Anne Pottecher gewidmet), in Le Toucher (Band 2)
  - Les Chasseurs (1899) (Madoul Kiener gewidmet), in Le Toucher (Band 2)
  - Petite valse chantante (1899) (Madeleine Villemin gewidmet), in Le Toucher (Band 2)
  - Petits lutins (1899) (Marthe Fauconnier gewidmet), dans Le Toucher (Band 2)
  - Papillons gris (1899) (à Lisbeth Escherich), in Le Toucher (Band 2)
  - Les Cloches lointaines (1899), in Le Toucher (Band 3)
  - Pauvre mendiante (1899), in Le Toucher (Band 3)
  - Supplication (1899), in Le Toucher (Band 3)
  - Sept pièces faciles (1899) für Klavier
- 1917
  - Harmonies d’Alsace für kleines Orchester